# رمان طنز

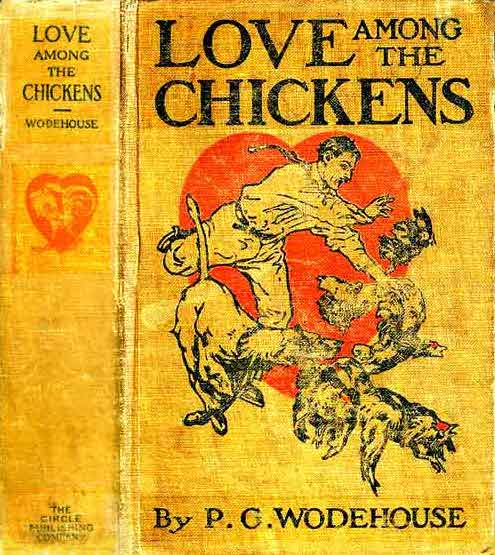
کتاب عشق در میان مرغ ها از پی.جی. وودهاوس

رمان طنز (به انگلیسی: Comic novel) نگارشی به شکل رمان با داستان‌های طنز است. بسیاری از نویسندگان مشهور رمان‌هایی در قالب طنز را نوشته‌اند، برای مثال می‌توان از پی.جی. وودهاوس، هنری فیلدینگ، مارک توین و جان کندی تول و ایرج پزشک‌زاد نام برد.

## نویسندگان برجسته رمان‌های طنز
ایرج پزشک زاد

## کردی
این نوع رمان مهجورترین انواع آن در زبان کردی است. تنها اثری که تاکنون در این حوزه نگاشته شده، رمان خاڵعهباس اثر خسرو شایان‌فر می‌باشد.

### پارسی
یکی از بهترین نویسندگان ایرانی ایرج پزشک‌زاد می‌باشد که بیشتر رمان‌های وی طنز است.

### ترکی
عزیز نسیم

### انگلیسی
یکی از قابل توجه‌ترین رمان نویسان کمیک بریتانیایی‌ها هستند:پی.جی. وودهاوس، که شرح زیر در از که از کار جروم ک. جروم می‌باشند.
کارهای ساکی نیز قابل توجه است، اگرچه کار وی در جنگ جهانی اول طنز ننوشت.
ای‌جی مک دونل و جی کی چسترتون همچنین پروازهای غریب را نوشتند.
«تام جونز» ، اثر هنری فیلدینگ یکی از آثار برجسته در اواسط قرن ۱۸ در این ژانر بود.
طنزپردازان معاصر انگلیس عبارتند از: جرج مک‌دونالد فریزر، تام شارپ، کینگزلی آمیس، تری پرچت، ریچارد گوردون، راب گرانت ، داگلاس آدامز، اویلین واگ، نیک هورنبی، هلن فیلدینگ، اریک سایکس، لسلی توماس، استیون فرای، ریچارد آسپلین، مایک هاردینگ، جوزف کانولی و بن التون.

### ایرلندی
برخی اولیس اثر جیمز جویس را رمانی در غالب طنز می‌دانند.

### آمریکایی
نویسندگان برجسته طنز آمریکایی عبارتند از مارک تواین، ریچارد براتیگان، فیلیپ راث، جان کندی تول، جیمز ویلکوکس، جان سوارتزوالدر، لری دویل، جنیفر وینر، کارل هایسن، جوزف هلر، پیتر د وییس، کورت وونگوت، تری جنوبی و کریستوفر مور.